# Autovía del Este

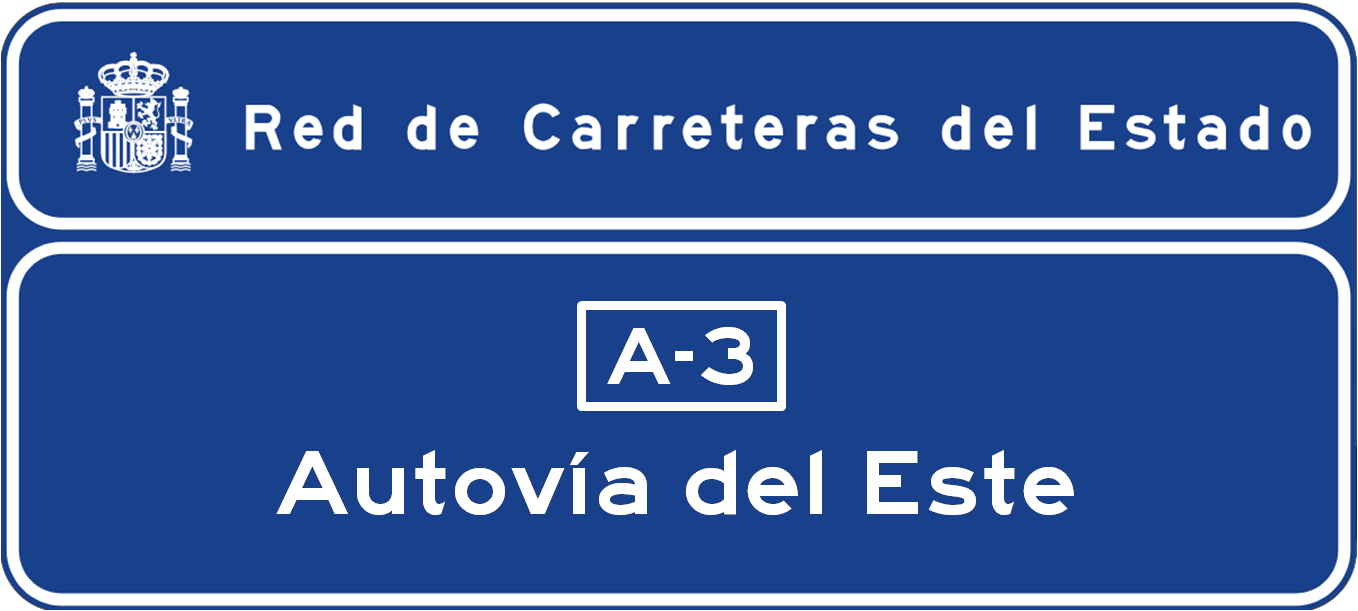
Señal de confirmación de la Autovía del Este.

La autovía del Este o A-3 es una de las seis autovías radiales de España y la autovía destinada a sustituir a la carretera N-III, uniendo Madrid y la Comunidad Valenciana, concretamente con Valencia. Su trazado forma parte íntegra de la Ruta Europea 901 (E-901).

## Nomenclatura
La autovía E-901/A-3 es el resultado del desdoblamiento de la carretera N-III, que forma parte de las seis carreteras radiales que parten desde Madrid. Su nomenclatura original era la oficial de la ruta E-901 N-III,  aunque desde 2003, como el resto de las autovías, comparte el identificador con las autopistas, lo que da como resultado la letra "A" refiriéndose (en este caso) a que es una autovía perteneciente al Ministerio de Transportes, Movilidad y Agenda Urbana y el "3" que es el orden que sigue según la disposición de las autovías radiales, que empieza con la A-1 o autovía del Norte y termina con la A-6 o autovía del Noroeste, siguiendo un sentido horario. Queda denominada como la Autovía A-3 con trazado de Vallecas N-III km 11-Valencia, Avenida del Cid.
En la nomenclatura de la Red de Carreteras Europeas es llamada E-901, que comunica Madrid con Valencia, junto con la autopista M-40 de circunvalación a Madrid que también lo porta.

## Historia

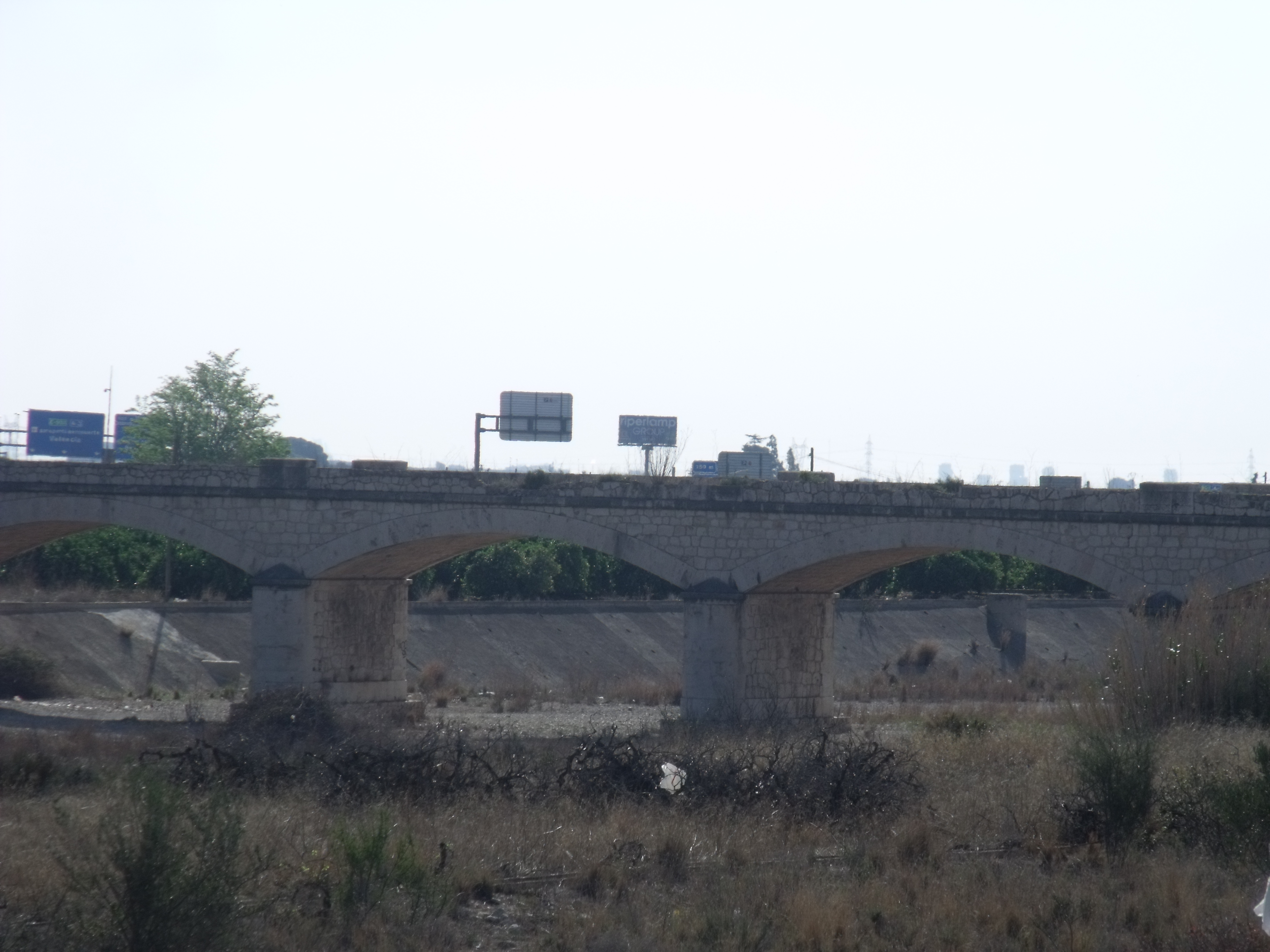
El antiguo puente sobre el barranco del Poyo formaba parte de la carretera de Madrid a Valencia.

La mayor parte de la A-3 es la antigua carretera N-III que ha sido desdoblada. La N-III pasaba por la avenida de la Albufera en Madrid, hasta diciembre de 1964, en que se construyó el que fue el primer tramo de la Autopista de Levante, A-3, entre la plaza del Conde de Casal, kilómetro 3, hasta el km 11 (actual enlace con la autopista M-45 de la Comunidad de Madrid). El desdoblamiento se inauguró el 9 de diciembre de 1964, y ese tramo fue la primera autopista de España en tener el distintivo europeo de autopista. Hasta 2003, era el único tramo de la vía que contenía las placas kilométricas de A-3 en azul. 

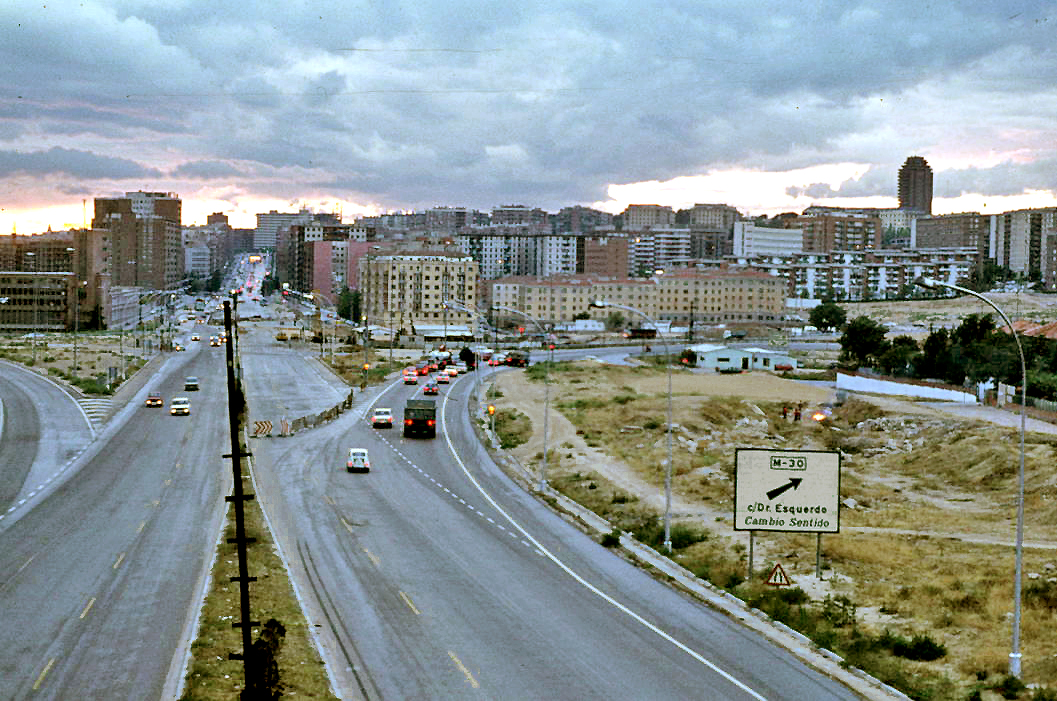
Comienzo de la A-3 en 1975

A mediados de la década de 1980 la N-III llegaba desdoblada como autovía de primera generación, hasta el cruce de la calle Real de Arganda con la actual A-3 a la altura de Santa Eugenia, km 10 de la misma autovía. 
En el año 1993, se abrió desdoblado el sector entre Madrid y Honrubia, a comienzos de la década de 1990 también se abrió el desdoblamiento de la N-III entre Buñol y Valencia. A lo largo de la década de los 90 fueron abriéndose distintos tramos, hasta que fue completada toda la autovía en 1998.
El año 2004 se inauguró la autopista radial R-3, una autopista de peaje desde Madrid (Eje de O'Donnell/N-100 hasta Arganda del Rey-Perales de Tajuña, principalmente para descongestionar el tráfico que entra y sale de Madrid.

### Reforma integral en la A-3 con peajes en sombra
En noviembre de 2007 se adjudicó a través de una concesión la reforma y conservación de un tramo de 107 kilómetros de la A-3 en la provincia de Cuenca, entre el límite provincial con la Comunidad de Madrid y Atalaya del Cañavate, y que abarca desde el punto kilométrico 70,700 al punto kilométrico 177,530, tramo en el que ya se han eliminado algunas curvas peligrosas. Además se prevé la ampliación a tres carriles por sentido del tramo Tarancón-Honrubia, incluyendo una prolongación de la autopista R-3, hasta Tarancón, para solucionar los conocidos atascos que suelen formase en esta autovía. En esta autovía son habituales los conocidos y peligrosos atascos a 120 km/h, sobre todo en época estival.
Las obras de mejora son actuaciones incluidas en el “Plan de Renovación de las Autovías de Primera Generación del Ministerio de Fomento” y consisten en la eliminación de varios puntos negros gracias a la realización de variantes, correcciones de trazado y curvas, además de mejoras en peraltes, accesos y prolongaciones de ramales de salida y de incorporación.
Este tramo se explota bajo la modalidad de peaje en sombra: mediante un contrato de concesión el Ministerio de Transportes, Movilidad y Agenda Urbana paga por los vehículos que circulen por esta vía a cambio de la reforma y conservación de este tramo por parte de la adjudicataria, mediante un cálculo de la Intensidad Media Diaria de vehículos o IMD. Las tarifas se ajustan a un conjunto de indicadores de calidad vinculados al estado de la vía y a la calidad del servicio ofertado. La sociedad concesionaria se denomina "Autovía Conquense, S.A.", participada por FCC y Bankia a través del grupo concesional Globalvía Infraestructuras, S.A.. El plazo de la concesión es de 19 años, hasta el año 2026. Asimismo, la sociedad también tiene en concesión los primeros 30 kilómetros de la autovía A-31.

## Tramos
| Denominación | ID hasta 2003 | Tramo | Kilómetros            | Año servicio |
| ------------ | ------------- | --- | --------------------- | --- |
| E-901 A-3    | A-3           | Madrid Plaza del Conde de Casal M-30 - Vallecas (Madrid) M-45 Tramo original: Madrid Plaza del Conde de Casal M-30 - Nudo de Pavones M-40 Tramo original: Nudo de Pavones M-40 - Vallecas (Madrid) M-45 Tramo: Nudo de Pavones M-40 Tramo ampliado: Nudo de Pavones M-40 - Vallecas (Madrid) M-45 (sentido Oeste) Tramo ampliado: Nudo de Pavones M-40 - Vallecas (Madrid) M-45 (sentido Este) Nuevo acceso desde la M-30 (sentido A-3 Valencia) Nuevo acceso a la M-30 (sentido M-30 Sur) | 5,9 2,9 - 2,9 0,8 1,3 | 3 carriles por sentido: 1964 2 carriles por sentido: 1964 1987 3 carriles por sentido: 1999 3 carriles por sentido: 2003 2006 2007 |
| E-901 A-3    | N-III         | Vallecas (Madrid) M-45 - Arganda del Rey Oeste Tramo original: Vallecas (Madrid) M-45 - Arganda del Rey Oeste Tramo ampliado: Vallecas (Madrid) M-45 - Rivas M-50 (sentido Oeste) Tramo ampliado: Vallecas (Madrid) M-45 - Rivas M-50 (sentido Este) | 8 3,8 3,8             | 2 carriles por sentido: 1990 3 carriles por sentido: 1999 3 carriles por sentido: 2003                                             |
| E-901 A-3    | N-III         | Variante de Arganda del Rey Tramo: Arganda del Rey Oeste - Arganda del Rey Este Tramo: Arganda del Rey Oeste - Arganda del Rey Este | 13,5 13,5             | 1 carril por sentido: 1993 2 carriles por sentido: 1993                                                                            |
| E-901 A-3    | N-III         | Variante de Perales de Tajuña Tramo: Arganda del Rey Este - Perales de Tajuña Este | 8,6                   | 1993 |
| E-901 A-3    | N-III         | Perales de Tajuña Este - Fuentidueña de Tajo | 20                    | 1990 |
| E-901 A-3    | N-III         | Fuentidueña de Tajo - Tarancón Oeste | 17                    | 1990 |
| E-901 A-3    | N-III         | Variante de Tarancón Tramo: Tarancón Oeste - Tarancón Este A-40 | 6,5                   | 1992 |
| E-901 A-3    | N-III         | Tarancón Este A-40 - Saelices Oeste Tramo original Tramo ampliado | 14,4 14,4             | 2 carriles por sentido: 1992 3 carriles por sentido: Proyecto aprobado definitivamente                                             |
| E-901 A-3    | N-III         | Variante de Saelices Tramo original: Saelices Oeste - Saelices Este Tramo ampliado: Saelices Oeste - Saelices Este | 4,7 4,7               | 2 carriles por sentido: 1991 3 carriles por sentido: Proyecto aprobado definitivamente                                             |
| E-901 A-3    | N-III         | Saelices Este - Montalbo Tramo original Tramo ampliado | 8,2 8,2               | 2 carriles por sentido: 1992 3 carriles por sentido: Proyecto aprobado definitivamente                                             |
| E-901 A-3    | N-III         | Montalbo - Cervera del Llano Tramo original Tramo ampliado | 26,8 26,8             | 2 carriles por sentido: 1991 3 carriles por sentido: Proyecto aprobado definitivamente                                             |
| E-901 A-3    | N-III         | Cervera del Llano - Honrubia Tramo original Tramo ampliado | 24,1 24,1             | 2 carriles por sentido: 1992 3 carriles por sentido: Proyecto aprobado definitivamente                                             |
| E-901 A-3    | A-31          | Honrubia - Atalaya del Cañavate A-31 A-43 Tramo original Tramo ampliado | 12,8 12,8             | 2 carriles por sentido: 1992 3 carriles por sentido: Proyecto aprobado definitivamente                                             |
| E-901 A-3    | A-3           | Atalaya del Cañavate A-31 A-43 - Motilla del Palancar | 35                    | 1998 |
| E-901 A-3    | A-3           | Motilla del Palancar - Minglanilla Este Subtramo: Motilla del Palancar - Minglanilla Este Subtramo: Minglanilla Sur - Minglanilla Este | 26 5,6                | 1997 |
| E-901 A-3    | A-3           | Minglanilla Este - Caudete de las Fuentes Subtramo: Minglanilla Este - Villargordo del Cabriel Subtramo: Villargordo del Cabriel - Caudete de las Fuentes | 9,4 20,8              | 1998 1997 |
| E-901 A-3    | N-III         | Caudete de las Fuentes - Requena | 17                    | 1995 |
| E-901 A-3    | N-III         | Requena - Chiva | 30                    | 1993 |
| E-901 A-3    | N-III         | Chiva - Cheste | 13,5                  | 1992 |
| E-901 A-3    | N-III         | Cheste - Valencia | 15,5                  | 1992 |

## Trazado
Comienza como autopista en la plaza del Conde de Casal, en el distrito de Retiro, saliendo de Madrid, en principio en dirección sureste, conectando con los diferentes cinturones de dicha capital, las autopistas M-30, M-40, y M-45. A partir de aquí continua ya como autovía, conectando además con la autopista M-50 y pasando por las cercanías de Rivas-Vaciamadrid, Arganda del Rey, Perales de Tajuña, Villarejo de Salvanés y Fuentidueña de Tajo.
De este modo, entra en la provincia de Cuenca pasando junto a Belinchón, Tarancón (donde conecta con la A-40), Villarrubio, Saelices, Montalbo, Villares del Saz, Cervera del Llano, La Hinojosa, La Almarcha, Castillo de Garcimuñoz, Torrubia del Castillo, Honrubia, Cañada Juncosa y Atalaya del Cañavate, tramo que realiza sobre el trazado de la N-3, salvo correcciones puntuales. Así llega al enlace con la Autovía de Alicante, la A-31, que en este punto es autopista y con la que comparte un tramo entre Honrubia y Atalaya del Cañavate, y que se dirige hacia Albacete, Alicante y Murcia). También conecta aquí, en el mismo enlace (p.k. 177) con la A-43 que es la Autovía de Extremadura a la Comunidad Valenciana que se dirige hacia Ciudad Real.
Siguiendo por la A-3, el trazado continúa en dirección este y pasa cerca de Tébar, Alarcón, Pozoseco, Motilla del Palancar, Castillejo de Iniesta, Graja de Iniesta y Minglanilla, hasta Caudete de las Fuentes, donde recupera la traza oficial de la N-3, aunque de manera parcial, tras pasar por el entorno de las hoces del río Cabriel, de diversa dificultad orográfica, conformando el tramo más complicado de la Autovía.
Tras pasar por el Viaducto de Contreras, el cual sortea por encima el Embalse de Contreras, la A-3 entra en la provincia de Valencia y pasa por Utiel, Requena, El Rebollar, Siete Aguas, Buñol, Chiva y Cheste.
Por las proximidades de Loriguilla, conecta con la AP-7 o autopista del Mediterráneo en su tramo del by-pass de Valencia y cerca de Manises (aeropuerto de Valencia-Manises) y Aldaya, entre Valencia y éstos, con la autopista del Cauce Nuevo del Turia y localidades como Pinedo o El Saler. En las proximidades de Chiva y Cheste, está previsto ser conectada a la nueva autovía CV-50 entre Liria y Alcira.
Continúa pasando (como decíamos), cerca del aeropuerto de Valencia-Manises donde además, enlaza con la V-11), Aldaya donde enlaza con la CV-33), Manises, Cuart de Poblet y Chirivella. Nada más pasar Chirivella, se encuentra con la V-30 (circunvalación de Valencia), con la cual enlaza mientras pasa por encima del nuevo cauce del río Turia o Plan Sur. Entra en Valencia por la avenida del Cid.

## Alternativas
En 2004 se abrió un nuevo acceso a Madrid con la puesta en servicio de la autopista radial de peaje R-3. Esta autopista parte de la M-23 (la prolongación de calle O'Donnell de Madrid) a la altura de la M-40 y termina en Arganda del Rey, donde enlaza con la A-3.
También se puede optar por la autopista de peaje AP-36 o autopista de Levante, que comunica Ocaña y La Roda, formando parte del recorrido de la carretera N-301. A esta autopista se accede desde Madrid a través de la autopista radial de peaje R-4 o a través de la autovía A-4 conectando en el municipio toledano de Ocaña, donde además comienza la plataforma de la citada N-301. Desde el enlace con la autovía A-43 se accede a la A-3 a la altura del municipio de Atalaya del Cañavate.
Las alternativas libres de peaje incluye la N-301, la carretera de Madrid a Cartagena. Desde Madrid se accede a la misma a través de la primera salida de la AP-36, tramo libre de peaje. Al llegar a la A-43, se puede optar por la A-43 a Valencia o AP-36 a Albacete, de nuevo sin pagar o desde la autovía A-4 de la N-4 de Madrid a Cádiz. La carretera N-301 fue la ruta escogida para todo el sur de la Comunidad Valenciana desde Ocaña, antes de la construcción de la autovía en la N-III.
Otra opción libre de peaje desde Madrid es a través de la A-42 hasta Toledo. Desde Toledo se accede a la CM-42 (Toledo-Tomelloso). Desde Tomelloso se prosigue a Albacete por A-43 o bien por la carretera convencional CM-400. A través de la A-35 se circula posteriormente hasta Valencia desde Almansa.

## A-3, Autopista de Levante
Ya en los años 1960, existió un proyecto de autopista entre Madrid y Valencia con esa denominación que finalmente no fue llevado a cabo en su totalidad, tan solo se llegaron a hacer los ocho primeros kilómetros que existen en la actualidad (kilómetro 3 a 11, citados más arriba), dada la complicación que implicaba para la España de entonces de construcción de autopistas, algo que solo solía hacerse mediante la concesión a sociedades.
La denominación fue cedida a la Autovía en los años 80, comenzando a denominarse Autovía de Levante, aunque en la década siguiente le fue cambiada por última vez a Autovía de Valencia, para entregarle la original a la actual autovía de Alicante. A partir de 2003, momento en el cual las autovías comenzaron a compartir los identificadores con las autopistas, la autovía, pasó a ser, (tan solo) señalizada, como "A-3, Autovía del Este".

## Antigua N-III, Madrid-Valencia 352 km. Red Especial de Itinerarios Asfálticos (REDIA). Aún en vigor
Los 352 km oficialmente otorgados a la ruta son en realidad de la antigua carretera N-III, por su trazado, pudiendo la autovía A-3, ser fácilmente más larga en trayecto. Entre Madrid y Honrubia y Caudete de las Fuentes y Valencia, (salvo variantes y variaciones), comparte trazado con la carretera a la que pertenece, pudiendo estar ésta, bajo cualquiera de las dos plataformas de la autovía. Su balizado y amojonado, le fue "transpuesto", a la entonces autovía A-3 automáticamente, como en toda la Red de Interés General del Estado (RIGE). La tira kilométrica, es algo parecido a los portales de una calle, una referencia o conjuntos de puntos de referencia, en la que los ajustes suelen hacerse en las variantes de la misma. 
Al igual que en otras, la antigua N-III, tenía una plataforma de 12 metros de ancho, con una calzada de dos carriles de 3,5 cada uno (7 metros en total) y dos arcenes de 2,5 metros cada uno. Al realizar la autovía, como las plataformas de estas suelen medir a partir de 10,5 metros en total, cada una, solía quedar un saliente de 1,5 metros de uno de los dos arcenes, que solía ser eliminado al dar forma a la cuneta de la mediana, por lo que la actual línea divisoria de carriles, coincide con la original y es el punto de medida para amojonar y balizar la carretera siendo transpuesto tal cual, a la plataforma nueva. Existen algunos casos contrarios, como parte del tramo Talavera de la Reina-Navalmoral de la Mata de la A-5, en el que dicho sobrante fue aprovechado para recibir de manera más sólida, las patas de los quitamiedos de la mediana en la plataforma de la N-5, que entre La Calzada de Oropesa y Navalmoral de la Mata, generalmente es el sentido a Madrid. Pero salvo ese caso no se conocen muchos más. En la autovía que nos ocupa, los sobrantes fueron eliminados en su totalidad.

## Lugares colindantes a la A-3
A-3  Autopista del Este: 
- Vallecas
- Moratalaz
- Vicálvaro

 A-3  Autovía del Este (de Valencia): 
- Rivas-Vaciamadrid
- Arganda del Rey
- Perales de Tajuña
- Villarejo de Salvanés
- Fuentidueña de Tajo
- Belinchón
- Tarancón
- Villarrubio
- Saelices
- Montalbo
- Villares del Saz
- Cervera del Llano
- La Hinojosa
- La Almarcha
- Castillo de Garcimuñoz
- Honrubia
- Cañada Juncosa
- Atalaya del Cañavate
- Tébar
- Motilla del Palancar
- Castillejo de Iniesta
- Graja de Iniesta
- Minglanilla
- Villargordo del Cabriel
- Caudete de las Fuentes
- Utiel
- San Antonio
- San Juan
- Requena
- Siete Aguas
- Buñol
- Chiva
- Cheste
- Loriguilla
- Cuart de Poblet
- Chirivella
- Mislata
- Valencia

## Salidas
| Elemento | Carriles | Nombre de Salida (sentido Valencia)/Ver de arriba-abajo | Número de Salida | Nombre de Salida (sentido Madrid)/Ver de abajo-arriba                                                         | Carriles | Carretera que enlaza     |
| -------- | -------- | --- | ---------------- | --- | -------- | ------------------------ |
|          |          | Inicio de la E-901 A-3 |                  | Fin de la E-901 A-3 Continúa por: Madrid (centro) pza. Conde de Casal Atocha                                  |          |                          |
|          |          | Tramo con posibles retenciones P.k 3 a 34 en sentido Valencia |                  | Tramo con posibles retenciones P.k 34 a 3 en sentido Madrid                                                   |          |                          |
|          |          | c/ O'Donnell A-2 Zaragoza Feria de Madrid - A-1 | 3A               | |          | M-30                     |
|          |          | vía de servicio c/ El Bosco | 3B-4             | |          |                          |
|          |          | | 4                | c/ O'Donnell A-2 Zaragoza Feria de Madrid - A-1                                                               |          | M-30                     |
|          |          | | 5                | av. C. Barcelona A-4 Córdoba A-42 A-5 A-6                                                                     |          | M-30 (túneles)           |
|          |          | vía de servicio campus sur U.P.M. Faunia Valdebernado - Vicálvaro - Vallecas M-40 (todas direcciones) R-3 Valencia - A-2 - Feria de Madrid - R-2 A-1 M-607 R-4 A-4 Córdoba A-42 R-5 A-5 A-6 | 6                | R-3 Valencia - A-2 - Feria de Madrid - R-2 A-1 M-607                                                          |          | M-40                     |
|          |          | | 8                | vía de servicio campus sur U.P.M. Faunia Valdebernado - Vicálvaro - Vallecas R-4 A-4 Córdoba A-42 R-5 A-5 A-6 |          | M-40                     |
|          |          | Santa Eugenia | 9                | |          |                          |
|          |          | Vallecas - Mejorada del Campo - E-90 A-2 Zaragoza E-5 A-4 Córdoba A-42 A-5 | 10               | |          | M-45 (todas direcciones) |
|          |          | vía de servicio Valdemingomez - Rivas-Vaciamadrid | 12               | E-5 A-4 Córdoba A-42 A-5 R-3 Valencia - A-2 R-2 A-1                                                           |          | M-45 (todas direcciones) |
|          |          | R-3 Valencia - A-2 E-5 A-4 Córdoba R-4 A-42 | 13               | |          | M-50 (todas direcciones) |
|          |          | | 14               | E-5 A-4 Córdoba R-4 A-42 R-3 Valencia - A-2                                                                   |          | M-50 (todas direcciones) |
|          |          | Tramo con posibles retenciones Pkm 15 a 17 en dirección Valencia |                  | |          |                          |
|          |          | Rivas-Vaciamadrid vía de servicio | 17               | Rivas-Vaciamadrid vía de servicio                                                                             |          |                          |
|          |          | Rivas-Vaciamadrid (este) vía de servicio | 19               | Rivas-Vaciamadrid (este) vía de servicio                                                                      |          |                          |
|          |          | Morata de Tajuña - Chinchón | 21               | |          | M-832                    |
|          |          | | 21A              | El Soto |          |                          |
|          |          | | 21B              | Morata de Tajuña - Chinchón                                                                                   |          | M-832                    |
|          |          | Arganda del Rey Campo Real - Alcalá de Henares | 22               | Arganda del Rey Alcalá de Henares San Martín de la Vega                                                       |          | M-300 M-506              |
|          |          | hospital del Sureste Arganda del Rey | 25               | hospital del Sureste Arganda del Rey                                                                          |          |                          |
|          |          | Arganda del Rey Morata de Tajuña | 28               | Arganda del Rey Morata de Tajuña                                                                              |          | M-313                    |
|          |          | Perales de Tajuña Arganda del Rey | 33A 33B          | |          |                          |
|          |          | | 33               | Arganda del Rey                                                                                               |          |                          |
|          |          | Tramo con posibles retenciones Pkm 3 a 34 en dirección Valencia |                  | Tramo con posibles retenciones Pkm 34 a 3 en dirección Madrid                                                 |          |                          |
|          |          | | 34               | Madrid |          | R-3                      |
|          |          | Perales de Tajuña Campo Real | 35               | Perales de Tajuña Campo Real                                                                                  |          | M-50                     |
|          |          | |                  | vía de servicio                                                                                               |          |                          |
|          |          | vía de servicio Perales de Tajuña Tielmes Valdelaguna | 41               | vía de servicio Perales de Tajuña Tielmes Valdelaguna                                                         |          | M-204 M-317              |
|          |          | vía de servicio |                  | |          |                          |
|          |          | vía de servicio Villarejo de Salvanés Belmonte Villamanrique de Tajo Valdelaguna | 48               | Valdelaguna                                                                                                   |          | M-404 M-321 M-316        |
|          |          | |                  | vía de servicio                                                                                               |          |                          |
|          |          | | 50               | urbanizaciones                                                                                                |          |                          |
|          |          | Villarejo de Salvanés | 51               | Villarejo de Salvanés Belmonte Villamanrique de Tajo                                                          |          | M-404 M-321              |
|          |          | Camino de Servicio |                  | Camino de Servicio                                                                                            |          |                          |
|          |          | Valdaracete - Fuentidueña de Tajo | 59               | Valdaracete                                                                                                   |          | M-230                    |
|          |          | Fuentidueña de Tajo Estremera | 62               | Fuentidueña de Tajo                                                                                           |          | M-240                    |
|          |          | vía de servicio | 63               | |          |                          |
|          |          | vía de servicio Zarza de Tajo | 68               | vía de servicio Zarza de Tajo Estremera                                                                       |          | M-328 M-241              |
|          |          | CASTILLA-LA MANCHA Provincia de Cuenca | km. 70           | COMUNIDAD DE MADRID                                                                                           |          |                          |
|          |          | vía de servicio | 71               | vía de servicio                                                                                               |          |                          |
|          |          | Zarza de Tajo - Belinchón | 74               | Zarza de Tajo - Belinchón                                                                                     |          |                          |
|          |          | vía de servicio |                  | vía de servicio                                                                                               |          |                          |
|          |          | vía de servicio Tarancón | 79               | |          |                          |
|          |          | Horcajo de Santiago Toledo | 80-82            | Tarancón Ocaña - Toledo                                                                                       |          | A-40                     |
|          |          | Cuenca Tarancón | 84-85            | Cuenca Tarancón                                                                                               |          | A-40                     |
|          |          | vía de servicio Tribaldos - Uclés | 90-91            | vía de servicio Tribaldos - Uclés                                                                             |          |                          |
|          |          | vía de servicio Villarrubio - Almendros | 93               | |          | CM-3011                  |
|          |          | | 95               | vía de servicio Villarrubio - Almendros                                                                       |          | CM-3011                  |
|          |          | área de descanso |                  | área de descanso                                                                                              |          |                          |
|          |          | vía de servicio Saelices (norte) | 101              | |          |                          |
|          |          | Segóbriga - Saelices | 104              | vía de servicio Segóbriga - Saelices                                                                          |          | CM-310                   |
|          |          | vía de servicio |                  | vía de servicio                                                                                               |          |                          |
|          |          | vía de servicio Villas Viejas - El Hito | 111              | vía de servicio Villas Viejas - El Hito                                                                       |          |                          |
|          |          | vía de servicio Montalbo Palomares del Campo | 114              | |          | CM-2102                  |
|          |          | | 117              | vía de servicio Montalbo Palomares del Campo                                                                  |          | CM-2102                  |
|          |          | |                  | vía de servicio                                                                                               |          |                          |
|          |          | vía de servicio Zafra de Záncara | 124              | Zafra de Záncara                                                                                              |          |                          |
|          |          | vía de servicio Villares del Saz (oeste) - Villarejo-Periesteban | 130              | |          | CM-2117                  |
|          |          | | 132              | Villares del Saz Villar de Cañas                                                                              |          | CM-2117 CM-3118          |
|          |          | | 133              | vía de servicio Villares del Saz Villarejo-Periesteban                                                        |          | CM-2117                  |
|          |          | vía de servicio Cervera del Llano Olivares de Júcar | 141              | vía de servicio Cervera del Llano Olivares de Júcar                                                           |          | CM-2103                  |
|          |          | vía de servicio La Hinojosa Montalbanejo | 50-148           | |          | CU-V-3231                |
|          |          | vía de servicio La Almarcha - Cuenca - Ciudad Real | 153-154          | vía de servicio La Almarcha - Cuenca - Ciudad Real                                                            |          | N-420                    |
|          |          | | 155              | vía de servicio La Almarcha                                                                                   |          |                          |
|          |          | Castillo de Garcimuñoz - Torrubia del Castillo | 156              | Castillo de Garcimuñoz                                                                                        |          | CM-3110                  |
|          |          | | 159              | vía de servicio Torrubia del Castillo                                                                         |          |                          |
|          |          | vía de servicio |                  | vía de servicio                                                                                               |          |                          |
|          |          | vía de servicio Honrubia - Alarcón | 165              | |          | N-3                      |
|          |          | Honrubia - San Clemente | 168              | vía de servicio Honrubia - San Clemente                                                                       |          | CM-3112                  |
|          |          | vía de servicio Cañada Juncosa - Atalaya del Cañavate | 175              | vía de servicio Cañada Juncosa - Atalaya del Cañavate                                                         |          | CU-V-8306                |
|          |          | Albacete - Alicante - Murcia | 177A             | |          | A-31                     |
|          |          | Ciudad Real Ocaña | 177B             | |          | A-43 N-301 AP-36         |
|          |          | | 180              | Albacete Ciudad Real Ocaña                                                                                    |          | A-31 A-43 N-301 AP-36    |
|          |          | vía de servicio Tébar - El Picazo - Casas de Benitez - Alarcón | 186              | vía de servicio Tébar - El Picazo - Casas de Benitez - Alarcón                                                |          | CUV-8307                 |
|          |          | Pozoseco - Motilla del Palancar Cuenca | 207              | Pozoseco - Motilla del Palancar Manzanares Cuenca                                                             |          | CM-3114 N-310 N-320      |
|          |          | vía de servicio Motilla del Palancar - Cuenca - Villanueva de la Jara - Albacete | 212              | vía de servicio Motilla del Palancar - Cuenca - Villanueva de la Jara - Albacete                              |          | N-320                    |
|          |          | vía de servicio Castillejo de Iniesta | 224-225          | vía de servicio Castillejo de Iniesta                                                                         |          | N-3                      |
|          |          | vía de servicio Graja de Iniesta Iniesta | 231-232          | vía de servicio Graja de Iniesta Iniesta                                                                      |          | CM-311 N-3               |
|          |          | vía de servicio Minglanilla - Villalpardo | 237-238          | vía de servicio Minglanilla - Villalpardo                                                                     |          | CM-3201                  |
|          |          | vía de servicio Minglanilla - Cuenca | 242              | vía de servicio Minglanilla - Cuenca                                                                          |          |                          |
|          |          | COMUNIDAD VALENCIANA Provincia de Valencia | km. 247          | CASTILLA-LA MANCHA Provincia de Cuenca                                                                        |          |                          |
|          |          | Túnel del Rabo de la Sartén 240m |                  | Túnel del Rabo de la Sartén 240m                                                                              |          |                          |
|          |          | vía de servicio Villargordo del Cabriel - Camporrobles | 255              | vía de servicio Villargordo del Cabriel - Camporrobles                                                        |          |                          |
|          |          | Jaraguas - Fuenterrobles | 261              | Jaraguas - Fuenterrobles                                                                                      |          |                          |
|          |          | vía de servicio Venta del Moro | 266              | vía de servicio Venta del Moro                                                                                |          | CV-465                   |
|          |          | vía de servicio Caudete de las Fuentes - Pino Ramudo | 270              | vía de servicio Caudete de las Fuentes - Pino Ramudo                                                          |          | CV-453                   |
|          |          | vía de servicio - zona industrial Utiel (oeste) | 275              | vía de servicio - zona industrial Utiel (oeste)                                                               |          |                          |
|          |          | Utiel (este) Teruel | 278              | vía de servicio - zona industrial Utiel (este) Teruel                                                         |          | N-330                    |
|          |          | San Antonio San Juan | 281              | vía de servicio San Antonio San Juan                                                                          |          | N-3 CV-448               |
|          |          | vía de servicio |                  | vía de servicio                                                                                               |          |                          |
|          |          | vía de servicio - pol. industrial Estación AV Requena-Utiel Requena (oeste) Almansa Albacete                                                                                                | 285              | vía de servicio - pol. industrial Estación AV Requena-Utiel San Antonio Almansa Albacete                      |          | N-3 N-330 N-322          |
|          |          | Requena - Chera Villar de Olmos | 289              | Requena - Chera Villar de Olmos                                                                               |          | CV-395 CV-391            |
|          |          | vía de servicio Requena (este) | 291              | vía de servicio Requena (este) Albacete Almansa                                                               |          | N-3 N-322 N-330          |
|          |          | vía de servicio El Rebollar centro de conservación | 297              | vía de servicio El Rebollar centro de conservación                                                            |          |                          |
|          |          | Siete Aguas | 302              | |          | CV-388                   |
|          |          | vía de servicio Las Moratillas - Fuente Umbria | 304              | Las Moratillas - Fuente Umbria                                                                                |          |                          |
|          |          | vía de servicio Siete Aguas | 306              | vía de servicio Siete Aguas                                                                                   |          | CV-388                   |
|          |          | | 311              | vía de servicio                                                                                               |          | N-3                      |
|          |          | vía de servicio Buñol polígono industrial | 319              | |          |                          |
|          |          | | 322              | vía de servicio Buñol                                                                                         |          |                          |
|          |          | vía de servicio Chiva polígono industrial | 323              | Chiva polígono industrial                                                                                     |          |                          |
|          |          | | 326              | vía de servicio Chiva                                                                                         |          |                          |
|          |          | Godelleta - Cheste | 327              | Godelleta - Cheste                                                                                            |          | CV-50                    |
|          |          | vía de servicio - zona industrial Cheste circuito Godelleta | 332              | vía de servicio - zona industrial Cheste circuito Godelleta                                                   |          | CV-378 CV-417            |
|          |          | vía de servicio circuito urbanizaciones | 334              | vía de servicio circuito urbanizaciones                                                                       |          |                          |
|          |          | vía de servicio Godelleta | 337              | vía de servicio Godelleta                                                                                     |          | CV-424                   |
|          |          | vía de servicio - zona industrial Ribarroja del Turia - Loriguilla Alicante - Barcelona | 338              | |          | CV-374 E-15 A-7          |
|          |          | Tramo con posibles retenciones Pkm 340 a 352 en dirección Valencia |                  | Tramo con posibles retenciones Pkm 352 a 340 en dirección Madrid                                              |          |                          |
|          |          | | 340              | vía de servicio - zona industrial Ribarroja del Turia - Loriguilla Alicante - Barcelona                       |          | CV-374 E-15 A-7          |
|          |          | | 341              | vía de servicio polígono industrial                                                                           |          |                          |
|          |          | vía de servicio - zona industrial | 342              | P. industrial parque logístico                                                                                |          |                          |
|          |          | vía de servicio P. industrial | 343-344          | vía de servicio - zona industrial                                                                             |          |                          |
|          |          | vía de servicio - zona industrial c. comercial Aldaya - Torrente | 345              | vía de servicio - zona industrial c. comercial Aldaya - Torrente                                              |          | CV-33                    |
|          |          | vía de servicio - zona industrial Bº del Cristo | 347              | |          |                          |
|          |          | Manises aeropuerto Fira de mostres | 50               | Manises aeropuerto Fira de mostres                                                                            |          | V-11 N-50                |
|          |          | Cuart de Poblet - Aldaya | 349              | Cuart de Poblet - Aldaya                                                                                      |          | CV-408                   |
|          |          | CV-403 Chirivella V-30 Alicante puerto | 50               | Chirivella CV-403 Torrente Cuart de Poblet                                                                    |          |                          |
|          |          | | 351              | Alicante puerto                                                                                               |          | V-30                     |
|          |          | Castellón de la Plana - Barcelona | 352              | Castellón de la Plana - Barcelona                                                                             |          | V-30                     |
|          |          | Tramo con posibles retenciones Pkm 340 a 352 en dirección Valencia |                  | Tramo con posibles retenciones Pkm 352 a 340 en dirección Madrid                                              |          |                          |
|          |          | Fin de la E-901 A-3 Continúa por: Valencia (centro) Valencia Avda. del Cid |                  | Comienzo de la E-901 A-3                                                                                      |          | V-30                     |